# Kościół św. Jadwigi Śląskiej w Chróścicach
Kościół św. Jadwigi Śląskiej – rzymskokatolicki kościół parafialny położony przy ulicy Powstańców Śląskich 5 w Chróścicach. Świątynia należy do parafii św. Jadwigi Śląskiej w Chróścicach w dekanacie Siołkowice, diecezji opolskiej.

## Historia kościoła

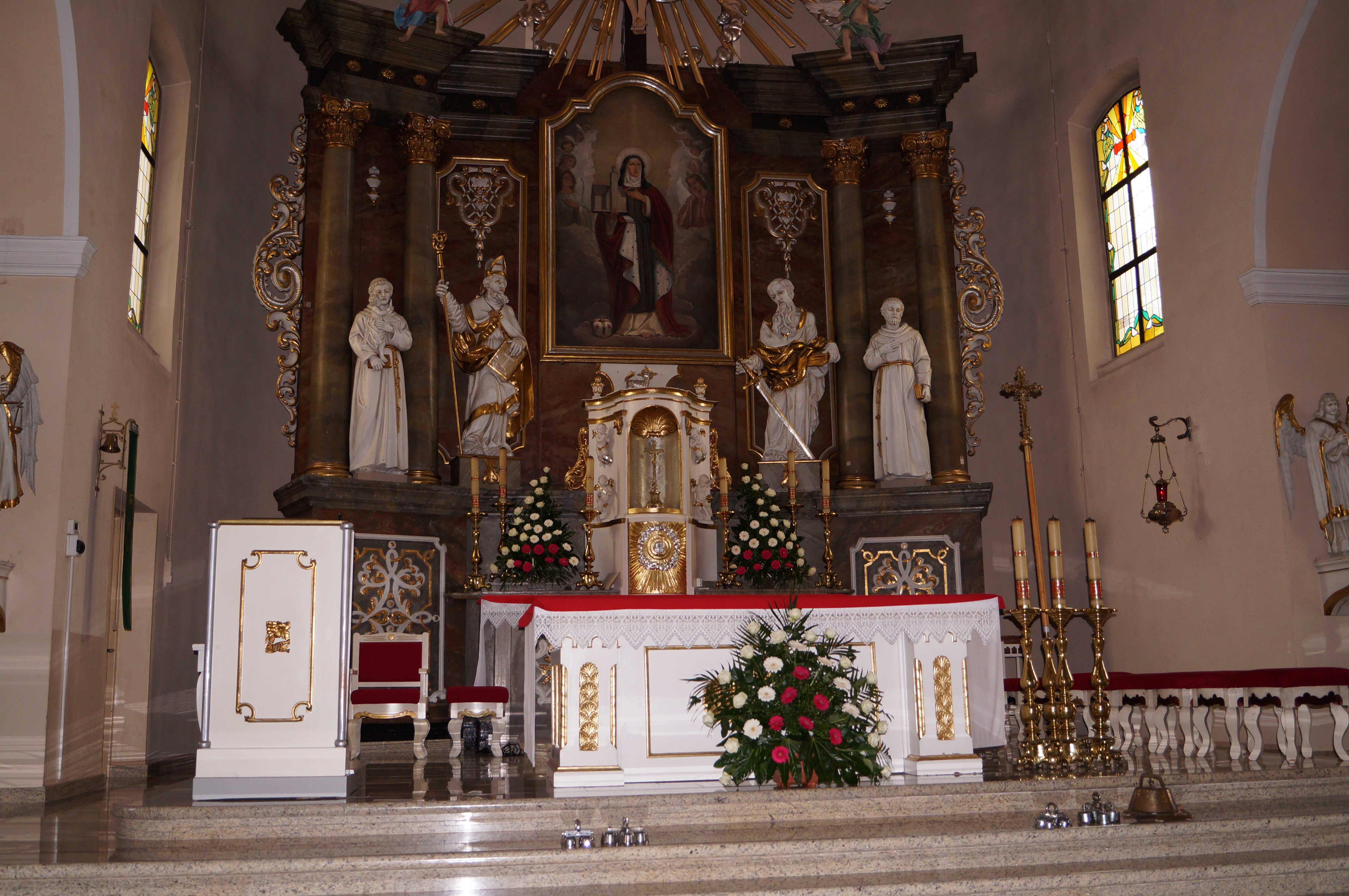
Wnętrze świątyni

Pierwsza wzmianka o kościele w Chróścicach pochodzi z 1566 roku. Była to drewniana świątynia z dachem krytym gontem, będąca kościołem filialnym parafii w Starych Siołkowicach. W 1804 roku, w związku z rozwojem wsi, drewniana budowla została rozebrana, a ówczesny proboszcz podjął decyzję o budowie nowego, większego,  murowanego kościoła. Była to budowla jednonawowa z murowaną wieżą, w której zamontowany był zegar. Istniała ona do 1936 roku. W wieży zawieszono w roku 1804 dwa dzwony: 
- jeden z 1606 roku o średnicy 41 cm pochodzący z Siołkowic,
- drugi z 1681 roku, odlany przez Gotfryda Zygmunta Gotz z Wrocławia z fryzem na górnym jego brzegu.

21 września 1935 roku proboszcz parafii, ks. Piecha, wraz z radą parafialną, podjął decyzję o budowie nowego kościoła. 7 lutego 1936 roku zatwierdzono budowę nowej świątyni. Z poprzedniej budowli pozostawiono wieżę kościelną i do niej rozpoczęto dobudowywanie pozostałej części kościoła. Wieża została podwyższona o 10 metrów, zawieszono w niej nowe dzwony i zainstalowano zegar wieżowy. Konsekracji nowej świątyni dokonał 10 października 1937 roku, ks. kardynał Adolf Bertram z Wrocławia. W 2000 roku renowacji konserwatorskiej poddana została tzw. gloria na ołtarzu głównym oraz freski na sklepieniu kościoła. W 2006 roku odnowiono elewację kościoła i dokonano naprawy łupkowego pokrycia wieży.